# Martin J. Fisher
Martin J. Fisher (* 1967) ist ein US-amerikanischer Ingenieur und Mitgründer von KickStart International, einer Non-Profit-Organisation zur technologischen Unterstützung armer Bauern in afrikanischen und anderen Entwicklungsländern mit erschwinglichen Gerätschaften.
Fisher wuchs im Staat New York auf, studierte Maschinenbau an der Cornell University mit dem Bachelor-Abschluss 1979 und wurde 1985 an der Stanford University in Mechanik promoviert. Danach erhielt er ein Fulbright-Stipendium um die Appropriate Technology Bewegung – begründet von Ernst Friedrich Schumacher mit seinem Buch Small is beautiful von 1973 – in Kenia zu studieren. Er wollte ursprünglich nur 10 Monate bleiben, woraus 25 Jahre wurden. Nach seinem Fulbright-Stipendium arbeitete er für die britische Non-Profit-Organisation ActionAid. 1991 gründete er mit Nick Moon KickStart International, eine Non-Profit-Organisation in Nairobi, um für arme afrikanische Bauern billige Bewässerungstechnologie anzubieten und andere Methoden zur Steigerung des Lebensstandards. Bis 2016 verkaufte er über 285.000 einfache, aber effektive Bewässerungspumpen vom Typ MoneyMaker, was es vielen afrikanischen Kleinbauern ermöglichte ihre Erträge im Mittel zu verfünffachen. Er ist CEO von KickStart in San Francisco.
Er erhielt 2002 den Social Entrepreneur Award der Schwab Foundation, 2012 den US State Department Innovation Award for the Empowerment of Women and Girls, war 2011 auf der Forbes Magazine Impact 30 List – World's leading social entrepreneurs, erhielt 2008 den Lemelson-MIT-Preis für Nachhaltigkeit, 2007 den Social Capitalist Award von Fast Company Magazine & the Monitor Group, 2005 den Skoll Social Entrepreneur und 2003 den Gleitsman Award of Achievement.